# DB International
Die DB International GmbH (DBI) war eine Tochtergesellschaft der Deutschen Bahn (DB). Sie wurde 1966 als DE-Consult gegründet und nach fast 50 Jahren am 1. April 2016 mit der DB ProjektBau zur DB Engineering & Consulting verschmolzen.

## Geschichte
Die Deutsche Eisenbahn-Consulting GmbH (DE-Consult) wurde am 26. Mai 1966 gemeinsam von der Deutschen Bundesbahn und der Deutschen Bank gegründet, mit dem Ziel Beratungsdienstleistungen rund um die Eisenbahn und deren Finanzierung auf dem internationalen Markt anzubieten. Zunächst arbeiteten für das Unternehmen acht Mitarbeiter.
Zu den ersten Aufträgen zählte 1967 die Machbarkeitsstudien für Metro-Großprojekte in Rio de Janeiro und São Paulo.
1992 erhöhte die Bahn-Holding ihre Geschäftsanteile von 49 auf 74 Prozent; der Anteil der Deutschen Bank ging entsprechend von 51 auf 26 Prozent zurück. Das Unternehmen hatte zu dieser Zeit rund 400 Mitarbeiter und betreute rund 200 Projekte weltweit. 1991 erwirtschaftete es einen Umsatz von 115 Millionen DM.
In den 1990er Jahren war das Unternehmen unter anderem an der Sanierung des Stadtbahnviadukts Berlin und dem Verkehrsprojekt Deutsche Einheit Nr. 8 beteiligt.
Im Rahmen der Bahnreform von 1994 fusionierte die DE-Consult mit der EVDR Bahn-Consult, dem ehemaligen Entwurfs- und Vermessungsbetrieb der Deutschen Reichsbahn.
Im Jahr 2003 wurde die DE-Consult als hundertprozentige Tochter der neu gegründeten DB ProjektBau zugeschlagen. Anfang 2007 wurde das Unternehmen in DB International GmbH umbenannt.
Bis 2008 betreute das Tochterunternehmen über 2.000 Projekte in 100 Ländern. Es beschäftigte rund 1.000 Ingenieure.
Mit der Gründung der DB Mobility Logistics (DB ML) im Jahre 2008 wurde die DB International zu einer hundertprozentigen Tochter der DB ML. Damit war sie nicht mehr der DB ProjektBau unterstellt. Diese war Teil der Infrastruktursparte DB Netze, welche nicht zu DB ML gehörte. DB International war auf deutscher Seite unter anderem zuständig für die Planungs- und Aufbauarbeiten der Qatar Railways im Emirat Katar. Die Zusammenarbeit mit Katar, für den Aufbau einer Eisenbahninfrastruktur, hatte 2008 begonnen. Das erarbeitete Konzept war Anfang 2009 dem Emir von Katar vorgestellt worden. Ab 2011 war das Unternehmen strategischer Partner für die Entwicklung und Realisierung des dortigen Verkehrsnetzes.
Mitte 2013 zog sich das Unternehmen aus Algerien, Griechenland, Libyen, Ruanda und Thailand zurück, nachdem ein Ermittlungsverfahren der Frankfurter Staatsanwaltschaft Schmiergeldzahlungen ergeben hatte. Das Unternehmen trennte sich in diesem Zusammenhang von mehr als 30 Mitarbeitern.
Ende 2014 war geplant, die Gesellschaft mit der DB ProjektBau bis Mitte 2015 zur DB Engineering + Consulting zu verschmelzen. Von 4500 Mitarbeitern sollten 1700 zur DB Netz AG wechseln und 2800 in die DB Engineering + Consulting wechseln. Die Verschmelzung wurde zum 1. April 2016 vollzogen. Das Unternehmen war zuletzt in 29 Ländern aktiv (Stand: März 2016).
Die DB International GmbH ist nicht zu verwechseln mit der DB International Operations GmbH, die am 12. Oktober 2017 gegründet wurde und als neue internationale Einheit des DB-Konzerns Bahnbetriebs- und Instandhaltungsprojekte außerhalb Europas akquiriert, initiiert und verantwortet.

## Beteiligungen und Mitgliedschaften
Die DBI hielt Beteiligungen an der Beijing Huajing Debo International Engineering Consulting Co., Ltd. in China und der Railtec Rail Technology Company Limited in Saudi-Arabien.
Sie war unter anderem Mitglied beim VBI, beim VDEI, beim VDV, in der DVWG, beim UIC, beim UITP und bei der UEEIV.